# Katerina D'Onofrio
Katerina D'Onofrio Dibós (Lima, 6 de junio de 1978) es una actriz y profesora de artes escénicas peruana de ascendencia italiana. Entre los varios roles que desempeñó, en su mayoría antagónicos, destaca y es más conocida por sus roles televisivos de Venus en La gran sangre y de Leticia Ugarte en Los Vílchez.

## Carrera
En 2006 laboró en La gran sangre como Venus, Fue el papel protagónico que la llevó a triunfar, Bajo el grupo "Las diosas malditas".  Por la muerte de un personaje principal,que en este tiempo era su pareja. Un año después, también en un papel antagónico, participó en Un amor indomable.
A inicios del 2011 participó en Las malas intenciones, como Inés, madre de Cayetana. Este filme, dirigido por Rosario García-Montero, ganó el premio Mejor película peruana en el Festival de Lima y el Premio especial del jurado en el Festival de Cine de Gramado. En agosto del 2011 interpretó a Leonor en la telenovela La Perricholi, una mujer nacida en el Virreinato de Nueva Granada.
D'Onofrio actuó en 2012-13 en las obras Botella borracha y El sistema solar, esta última de Mariana de Althaus.
En el 2014 ingresó a la serie Mi amor, el wachimán 3 como la Teniente Angélica.
En el 2015 es invitada a actuar en Microteatro-Lima con la exitosa obra ¿Te comió la lengua el ratón? donde participa con el personaje de Paula. Obra escrita por Federico Abrill y Jimena Del Sante y dirigida por Jimena Del Sante con el coprotegonismo de la actriz internacional Diana Quijano.
En 2017, participó en la película ecuatoriana Verano no miente. Este mismo año recibió el premio a mejor actriz en el Festival de Cine de Punta del Este en Uruguay por la película "La Última Tarde" del director Joel Calero. 
En 2020, lanzó el monólogo virtual "Ausente" del director y dramaturgo peruano Ernesto Barraza Eléspuru, obra que retrata la urgencia de conectar con otros en tiempos de confinamiento, en el contexto de la pandemia mundial producida por el Covid-19.

## Filmografía

### Cine
| Año  | Título                       | Personaje                            | Notas           | Dirección                 | Ref. |
| ---- | ---------------------------- | ------------------------------------ | --------------- | ------------------------- | ---- |
| 2011 | Las malas intenciones        | Inés                                 | Rol Principal   | Rosario García-Montero    |      |
| 2012 | El sistema solar             |                                      | Rol Principal   |                           |      |
| 2014 | La amante del Libertador     | Sor Elena                            | Rol Secundario  | Rocío Lladó               |      |
| 2014 | Nómades                      |                                      |                 |                           |      |
| 2014 | Extirpador de idolatrías     | Personaje Mítico / "Criatura Mítica" |                 | Manuel Siles              |      |
| 2014 | Sebastián                    | Lucía                                |                 | Carlos Ciurlizza          |      |
| 2015 | Algo huele raro en la maleta | Berenice                             | Cortometraje    | Guille Isa                |      |
| 2016 | Siete semillas               | Accionista / "Cecilia"               |                 | Daniel Rodríguez Risco    |      |
| 2016 | La última tarde              | Laura                                | Rol Protagónico | Joel Calero               |      |
| 2017 | Me haces bien                | Rebeca                               |                 | Jesús Álvarez Betancourt  |      |
| 2017 | La hora final                | Cecilia / "Sra. Zambrano"            | Rol Secundario  | Eduardo Mendoza de Echave |      |
| 2018 | Verano no miente             | Julia                                |                 | Ernesto Santisteban       |      |
| 2019 | Curandera                    |                                      | Cortometraje    | Mauricio Rivera Hoffman   |      |
| 2019 | Sebastiana: La Maldición     | Mama De Nani                         |                 |                           |      |
| 2023 | La piel más temida           |                                      |                 |                           |      |

### Televisión

#### Series y telenovelas
| Año  | Título                    | Personaje                                                          | Notas                                         | Ref. |
| ---- | ------------------------- | ------------------------------------------------------------------ | --------------------------------------------- | ---- |
| 1984 | Carmín                    |                                                                    | Rol Recurrente                                |      |
| 2006 | La gran sangre            | "Venus"                                                            | Rol Antagónico Principal                      |      |
| 2007 | Un amor indomable         | Carola Echenique                                                   | Rol Antagónico Principal                      |      |
| 2009 | El enano                  | Yesenia                                                            |                                               |      |
| 2010 | Broders                   | Jenny                                                              | 1 Episodio                                    |      |
| 2011 | La Perricholi             | Leonor                                                             | Rol Principal                                 |      |
| 2014 | Mi amor, el wachimán      | Teniente Angélica Castillo Morán                                   | Rol Secundario                                |      |
| 2015 | Ramírez                   | Beatriz                                                            |                                               |      |
| 2016 | Hummus de Barranco        | Ámbar                                                              |                                               |      |
| 2017 | Pensión Soto              | Linda Arrisueño                                                    | Rol Recurrente                                |      |
| 2018 | Con mi novio no te metas  | Estrella Invitada                                                  |                                               |      |
| 2019 | Los Vílchez               | Leticia "Leti" Valentina Ugarte Moscoso / Div. de León de la Torre | Rol Antagónico Reformado / Rol Principal      |      |
| 2020 | Te volveré a encontrar    | Josefa Quiroga Prieto                                              | Rol Antagónico Recurrente                     |      |
| 2022 | Junta de vecinos          | Ana María «Carmina» de la Colina                                   | Reparto recurrente                            |      |
| 2025 | La rosa de Guadalupe Perú | Regina                                                             | Antagonista (Episodio: «Le llamaban esclava») |      |
| 2025 | Brujas                    | Sara Montes / Morgana Montenegro                                   | Protagonista                                  |      |

#### Programas
| Año  | Título           | Rol                           | Notas             | Ref. |
| ---- | ---------------- | ----------------------------- | ----------------- | ---- |
| 2019 | En boca de todos | 'Leticia Ugarte' (Ella misma) | Invitada Especial |      |

## Teatro
- Ángeles (2003) (Dirección: Javier Echevarría).
- Jesucristo Superstar (2006) (Dirección: Mateo Chiarella).
- El mago en el país de las maravillas (2006) (Dirección: Javier Valdés).
- El duende (2008) (Dirección: Ernesto Barraza Eléspuru).
- Un musical para navidad (2008).
- El misterio del ramo de rosas (2009) (Dirección: Carlos Tolentino) como La Enfermera.
- Viaje a la luna (2010) (Dirección: Mateo Chiarella Viale)
- Jarana (2010) (Dirección: Carlos Tolentino).
- Break (2011) (Dirección: Ernesto Barraza Eléspuru) como Pamela.
- Ficción (2011) (Teatro: Centro Cultural de España).
- Botella borracha (2012–2013) (Dirección: Ernesto Barraza Eléspuru) como Jimena.
- Karamazov (2014) (Dirección: Mariana de Althaus) como Grushenka.
- Mi amor, el wachimán 3: El musical (2014) como Angélica Castillo.
- El sistema solar (2012–2015) como Edurne.
- Una historia Original de Vanessa Vizcarra (2015).
- ¿Te comió la lengua el ratón? (2015) como Paula.
- Reglas para vivir (2016).
- Infortunio (2017).
- Ausente (2020 versión virtual y 2023) (Dramaturgia y Dirección: Ernesto Barraza Eléspuru).

## Premios y nominaciones
| Año  | Premio                       | Categoría                         | Trabajo           | Resultado | Ref.  |
| ---- | ---------------------------- | --------------------------------- | ----------------- | --------- | ----- |
| 2012 | Premios Luces de El Comercio | Mejor Actriz de Teatro            | El sistema solar  | Nominada  |       |
| 2016 | Premios Luces de El Comercio | Mejor Actriz de Cine              | Sebastián         | Nominada  | [ 4 ] |
| 2016 | Premios Luces de El Comercio | Mejor Actriz de Reparto de Teatro | Reglas para vivir | Nominada  | [ 4 ] |
| 2017 | Festival de Cine de Gramado  | Mejor Actriz                      | La última tarde   | Ganadora  |       |
| 2017 | Premios Luces de El Comercio | Mejor Actriz de Cine              | La última tarde   | Nominada  | [ 5 ] |
| 2017 | Premios Luces de El Comercio | Mejor Actriz de Reparto de Teatro | Infortunio        | Nominada  | [ 5 ] |